# Ałła Łoboda
Ałła Andriejewna Łoboda, ros. Алла Андреевна Лобода (ur. 10 grudnia 1998 w Moskwie) – rosyjska łyżwiarka figurowa, startująca w parach tanecznych. Wicemistrzyni (2017) i brązowa medalistka mistrzostw świata juniorów (2016), 3-krotna srebrna medalistka finału Junior Grand Prix (2014–2016), medalistka zawodów z cyklu Challenger Series oraz mistrzyni Rosji juniorów (2016). Zakończyła karierę amatorską 30 lipca 2019 roku.

## Osiągnięcia

### Z Antonem Szybniewem
| Egna Dance Trophy | 3 |

### Z Pawiełem Drozdem
| Zawody                                | 12–13          | 13–14          | 14–15          | 15–16          | 16–17          | 17–18          |                |                |                |                |                |                |                |                |                |                |                |
| Międzynarodowe                        | Międzynarodowe | Międzynarodowe | Międzynarodowe | Międzynarodowe | Międzynarodowe | Międzynarodowe | Międzynarodowe | Międzynarodowe | Międzynarodowe | Międzynarodowe | Międzynarodowe | Międzynarodowe | Międzynarodowe | Międzynarodowe | Międzynarodowe | Międzynarodowe | Międzynarodowe |
| ------------------------------------- | -------------- | -------------- | -------------- | -------------- | -------------- | -------------- | -------------- | -------------- | -------------- | -------------- | -------------- | -------------- | -------------- | -------------- | -------------- | -------------- | -------------- |
| GP Internationaux de France           |                |                |                |                |                | 9              |                |                |                |                |                |                |                |                |                |                |                |
| GP Skate Canada International         |                |                |                |                |                | 5              |                |                |                |                |                |                |                |                |                |                |                |
| CS Golden Spin Zagrzeb                |                |                |                |                |                | 10             |                |                |                |                |                |                |                |                |                |                |                |
| CS Lombardia Trophy                   |                |                |                |                |                | 2              |                |                |                |                |                |                |                |                |                |                |                |
| Shanghai Trophy                       |                |                |                |                |                | 4              |                |                |                |                |                |                |                |                |                |                |                |
| Międzynarodowe: Kategorie młodzieżowe |                |                |                |                |                |                |                |                |                |                |                |                |                |                |                |                |                |
| Mistrzostwa świata juniorów           |                |                |                | 3              | 2              |                |                |                |                |                |                |                |                |                |                |                |                |
| JGP Finał                             |                |                | 2              | 2              | 2              |                |                |                |                |                |                |                |                |                |                |                |                |
| JGP w Austrii                         |                |                |                | 1              |                |                |                |                |                |                |                |                |                |                |                |                |                |
| JGP w Estonii                         |                |                |                |                | 1              |                |                |                |                |                |                |                |                |                |                |                |                |
| JGP we Francji                        |                |                | 1              |                |                |                |                |                |                |                |                |                |                |                |                |                |                |
| JGP w Japonii                         |                |                | 2              |                |                |                |                |                |                |                |                |                |                |                |                |                |                |
| JGP w Łotwie                          |                | 3              |                |                |                |                |                |                |                |                |                |                |                |                |                |                |                |
| JGP w Polsce                          |                | 3              |                |                |                |                |                |                |                |                |                |                |                |                |                |                |                |
| JGP w Rosji                           |                |                |                |                | 1              |                |                |                |                |                |                |                |                |                |                |                |                |
| JGP na Słowacji                       |                |                |                | 2              |                |                |                |                |                |                |                |                |                |                |                |                |                |
| Ice Challenge                         | 3              |                |                |                |                |                |                |                |                |                |                |                |                |                |                |                |                |
| Krajowe                               |                |                |                |                |                |                |                |                |                |                |                |                |                |                |                |                |                |
| Mistrzostwa Rosji                     |                |                |                |                |                | 6              |                |                |                |                |                |                |                |                |                |                |                |
| Mistrzostwa Rosji juniorów            | 11             | 5              | 4              | 1              | 2              |                |                |                |                |                |                |                |                |                |                |                |                |